# Малечко Палечко
Малечко Палечко (на френски: Le Petit Poucet) е популярна детска приказка, написана от Шарл Перо и издадена през 1697 година. В нея се разказва за приключенията на едно малко момче с големина на палец. По-късно приказката има и други версии при други писатели. Косвено тя отразява и тежката социална реалност във Франция наред със суровия климат.

## Сюжет
В страната цари нищета и глад. Мъж и жена имат седем деца, но живеят много бедно. Когато свършват парите, родителите решават да отведат децата в гората и да ги оставят там. Но най-малкото момче подслушва разговора, набира малки камъчета в джобовете си и на следващия ден докато ги отвеждат в гората, той ръси камъчетата по пътя. Така той и неговите шест братя успяват да се завърнат в къщи.
След време обаче пак настават тежки времена и родителите отново решават да заведат децата в гората. Този път Малечко Палечко не може да излезе навън да вземе камъчета и те не могат да намерят обратния път. Разхождайки се по гората, те откриват хижа. Отваря им една жена и ги убеждава да не остават, защото мъжът ѝ е човекоядец, но момчетата се страхуват повече да прекарат нощта навън. Мъжът се връща и ги намира, но жена му го убеждава да ги остави за закуска на следващия ден. Опасявайки се, че човекоядецът няма да дочака сутринта, Малечко Палечко разменя шапките на своите братя с коронките на неговите седем дъщери. В тъмното човекоядецът мислейки, че това са момчетата, всъщност убива своите дъщери, а момчетата успяват да избягат. Великанът обаче ги преследва със своите вълшебни скоростни ботуши. Малечко Палечко убеждава братята си да се завърнят у дома, а той слага скоростните ботуши, връща се при жената и ѝ казва, че разбойници искат откуп за мъжа ѝ. Тя му дава парите и той се завръща с тях у дома, а родителите му го посрещат с радост и благодарност.